# Taxameterstyringen
Taxameterstyringen af LVU og MVU var en implementering af Bertel Haarders idé om at reformere de centralt udarbejdede budgetter på disse områder. I 1991 startede den nye styring i undervisningsministeriet, men senere fik institutionerne ret til selvstændigt at prioritere budgettet. Princippet om taxameterstyring blev lovfæstet med en ny universitetslov i 1994.
Med overgangen til taxametersystemet blev den tidligere styring af lønsummen på de enkelte institutioner opgivet, og budgetteringen af både uddannelses-og forskningsbevillinger inden for hovedområder blev delvist forladt. Resurserne blev herefter beregnet på baggrund af studenterårsværk.

## Note
1. ↑  "Undervisningsministeriets styringskoncept". Arkiveret fra originalen 11. august 2007. Hentet 21. januar 2010.